# Antifont d'Atenes (poeta)
|  | Per a altres significats, vegeu «Antifont (desambiguació)». |

Antifont d'Atenes (en grec antic Ἀντιφῶν, Antiphon) va ser un expert en interpretació de somnis i de prodigis del segle v aC. Era contemporani de l'orador Antifont, amb el que de vegades se l'ha confós.
A més d'endeví, Antifont d'Atenes era poeta i sofista, i va ser conegut com a rival de Sòcrates. Se li atribueixen almenys tres obres: Sobre la interpretació dels somnis, Sobre la veritat i Sobre la concòrdia. Ciceró recull una anècdota referida a ell: un atleta que volia participar en les Olimpíades va somniar que era transportat per una quadriga. Va acudir a un intèrpret que li va dir que segur que guanyaria, però va voler que Antifont li reafirmés, i el consultà. Antifont li va dir: Perdràs segur. No veus que en el somni quatre corredors anaven davant teu?